# John Rudolph Sutermeister
John Rudolph Sutermeister (* 16. März 1803 in Curaçao; † 16. Januar 1826 in New York) war ein US-amerikanischer Dichterjurist.

## Leben
Sutermeisters Mutter war Johanna Gisberta Adrianna Römer, sein Vater Johann Heinrich Sutermeister (1768–1847) war Schweizer Herkunft. Als Kind wanderte Sutermeister in den US-Bundesstaat New York aus, wo er ein Internat in Cooperstown (New York) besuchte und in Rhinebeck Rechtswissenschaften studierte. 1824 begann er als Jurist in Syracuse (New York) zu arbeiten, zog aber bald eine Stelle als Redaktor der Syracuse Gazette vor. 1825 zog er nach New York City, um eine bessere Stelle anzutreten, starb aber bald darauf an Pocken.

## Publikationen
Sutermeister veröffentlichte in Zeitungen kleine Gedichte, die Eingang in spätere Anthologien fanden. Dazu gehören unter anderem:
- The Careless Lover’s Adieu (1824)
- eine Ode an Carl von Linné (1824, für einen Anlass der Pariser Linné-Gesellschaft in New York),
- die Gedichte To a Humming Bird und A Contrasted Picture (1824; von John Keese 1840 wiederveröffentlicht),
- The Garden (1825),
- Lament (1844 in The Knickerbocker wiederveröffentlicht), und
- Faded Hours (von Rufus Wilmot Griswold 1852 wiederveröffentlicht).